# Sybra integricollis
Sybra integricollis är en skalbaggsart som beskrevs av Stefan von Breuning 1942. Sybra integricollis ingår i släktet Sybra och familjen långhorningar. Inga underarter finns listade i Catalogue of Life.